# Mas Salabernada
El Mas Salabernada és una obra del municipi d'Artés (Bages) inclosa en l'Inventari del Patrimoni Arquitectònic de Catalunya.

## Descripció
Es tracta d'una típica masia de planta rectangular amb coberta a doble vessant, encarada vers ponent. La seva estructura, setcentista, és de gran simplicitat. Consta de tres pisos: els baixos, al servei del bestiar i magatzem,tenen poques obertures, hi destaca el portal d'entrada de mig punt i adovellat amb grans carreus. El pis destinat a habitatge només manté una de les seves finestres adovellades, les altres dues i el balcó (amb reixa) han estat reformades. A les golfes (pius superior) avui amb tres finestres, encara s'hi veuen restes d'una galeria de dos ulls, actualment tapiada. La coberta deixa veure un petit ràfec fet amb teula. Conserva una interessant xemeneia. L'arrebossat dels murs, avui molt escrostonat, deixa veure la pedra, de mida mitjana i les pedres picades de les cantonades. Al migdia, annexa modern.

## Història
D'aquest mas se'n tenen notícies des del s.XIV. A finals del s. XVIII, els propietaris del mas Salabernada en van perdre el cognom per haver-hi pubilla. Al s.XIX tenia entre el 70 i el 80% de la terra deixada a rabassa morta.